# Behind the Sun
Behind the Sun – piosenka amerykańskiego zespołu rockowego Red Hot Chili Peppers, pochodząca z wydanego w 1987 albumu The Uplift Mofo Party Plan. 9 listopada 1992 roku utwór został wydany na singlu.
Utwór został wydany jako singel, aby promować płytę What Hits!?. Teledysk do piosenki został nakręcony w 1992 roku. Ówczesny gitarzysta Hillel Slovak, gra w tej piosence na sitarach.

## Lista utworów
CD (1992)
1. „Behind The Sun” (album)
2. „Higher Ground” (Pearly 12" Mix)
3. „If You Want Me To Stay” (Pink Mustang Mix)
4. „Knock Me Down” (album)

CD (2 wersja) (1992)
1. „Behind The Sun” (wersja pierwsza)
2. „Behind The Sun” (wersja długa)

12" singel (1992)
1. „Behind The Sun” (album)
2. „Special Secret Song Inside” (album)

7" singel (1992)
1. „Behind The Sun” (Album)
2. „Fire (Album)”